# Neptunia (Gattung)
Neptunia ist eine Pflanzengattung in der Unterfamilie der Johannisbrotgewächse (Caesalpinioideae). Die etwa 22 Arten gedeihen in den Subtropen bis Tropen in Nord- bis Südamerika, Australien, Asien, Malesien und Afrika.

## Beschreibung

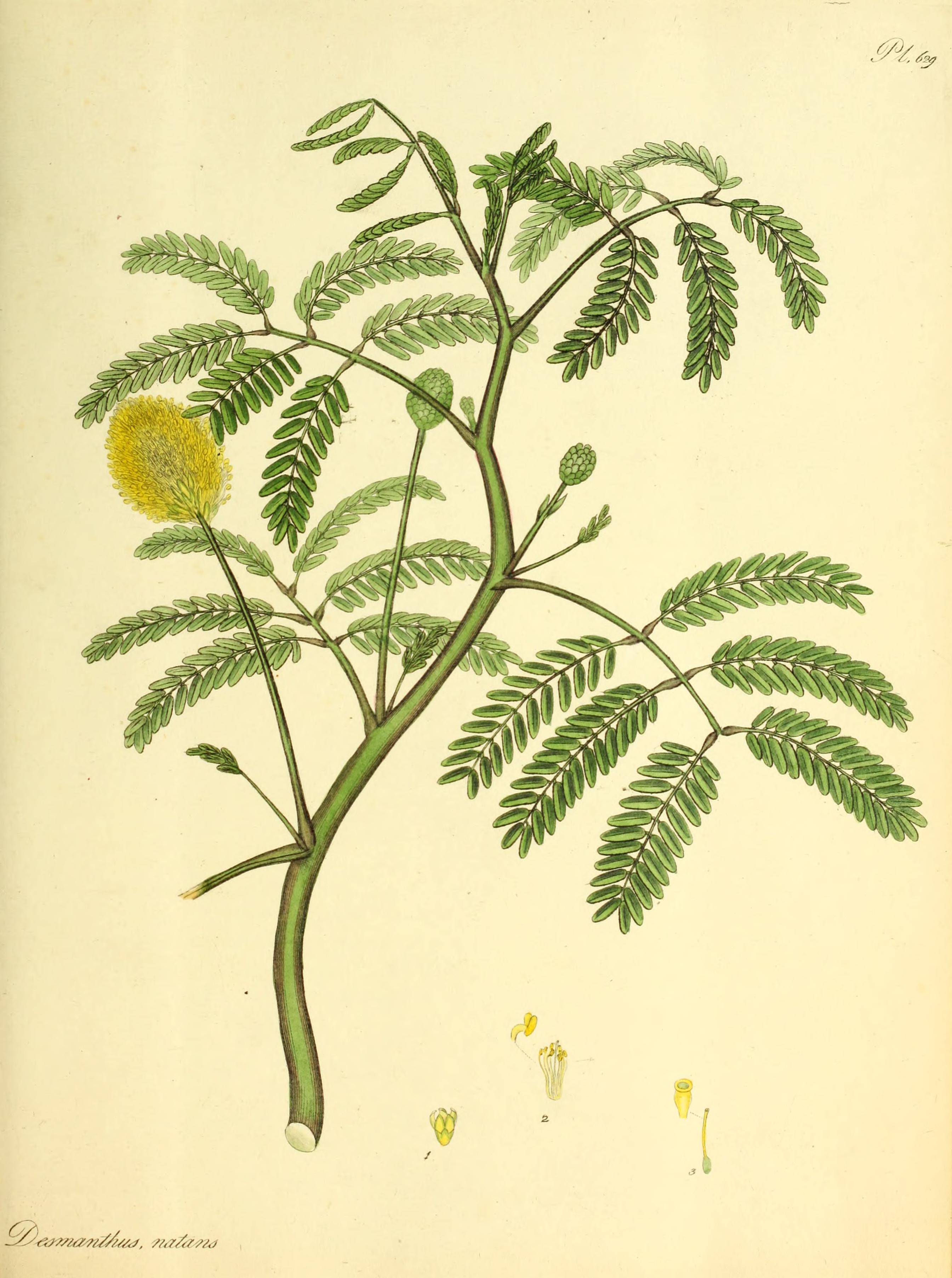
Illustration aus The botanist's repository, for new and rare plants - containing coloured figures of such plants, as have not hitherto appeared in any similar publication; with all their essential characters von Neptunia oleracea

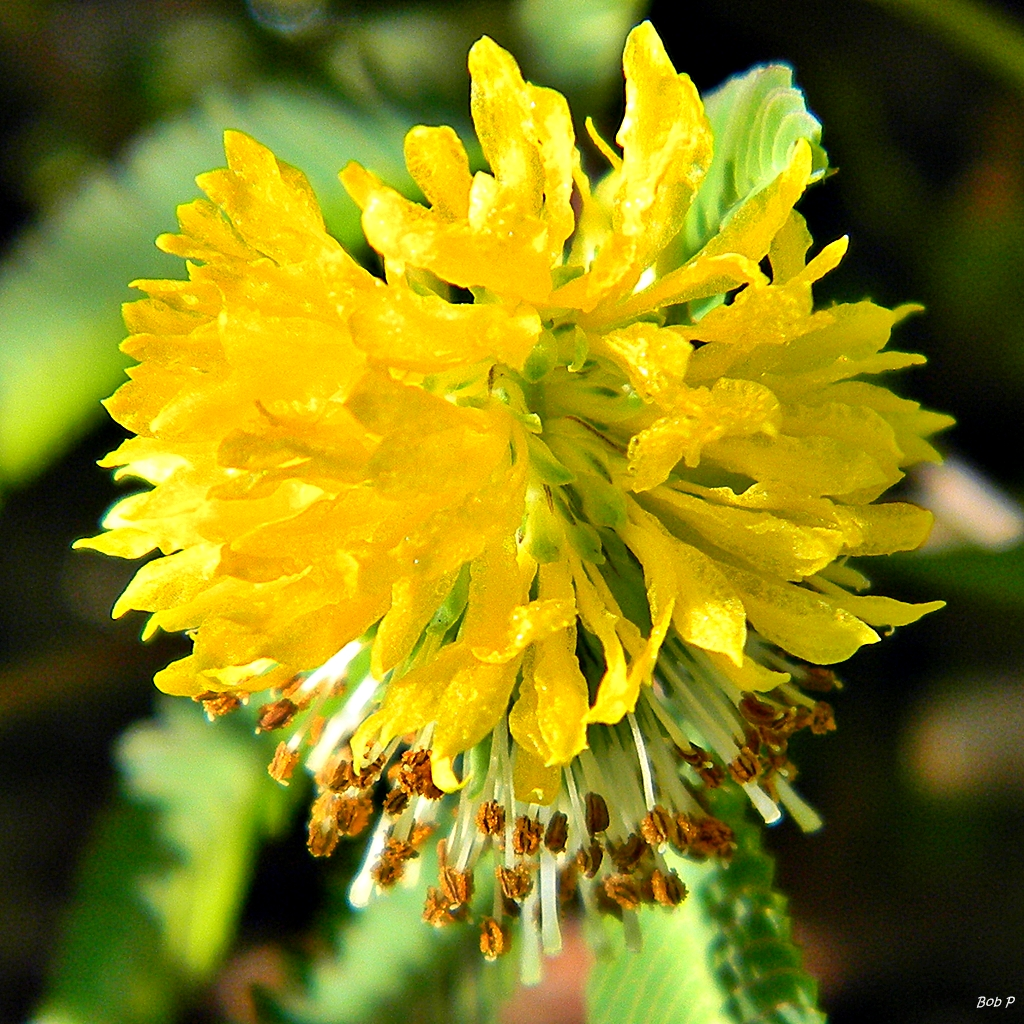
Blütenstand von Neptunia pubescens

### Vegetative Merkmale
Bei Neptunia-Arten handelt sich um ausdauernde krautige Pflanzen. Mit verholzter Pfahlwurzel und niederliegendem bis aufsteigendem Wuchs wachsen sie an Land oder schwimmend. Die Laubblätter sind doppelt gefiedert und häufig berührungsempfindlich. Die Nebenblätter sind häutig oder seltener blattartig, lanzettlich oder zugespitzt-lanzettlich mit leicht herzförmigem Grund und können verbleiben oder abfallen. Nebenblättchen und Drüsen an der Basis der Blattfiedern können vorhanden sein.

### Generative Merkmale
Die dicht gedrängten ährigen Blütenstände stehen einzeln oder bei Neptunia lutea zu zweit in Blattachseln. Der Blütenstandsschaft trägt meist zwei Vorblätter, die nur bei Neptunia acinaciformis fehlen.
Die oberen Blüten des Blütenstands sind zwittrig; die unteren Blüten sind rein männlich meist steril, nur bei Neptunia lutea tragen sie Staubbeutel. Die fast immer gelben Blüten sind fünfzählig und meist grünlich mit glockigem Kelch und grünlicher Krone, die beide nur bei Neptunia lutea gelb sind. Die Schaufunktion übernehmen die großen, vorstehenden gelben Staubblätter, von denen fünf (Sektion Pentanthera) oder zehn (Sektion Neptunia) pro Blüte vorhanden sind. Die unteren sterilen Staubblätter sind vergrößert und kronblattähnlich.
Die Hülsenfrüchte sind flach, können verschieden geformt sein und enthalten 1 bis 20 Samen.

## Systematik
Die Gattung Neptunia wurde 1790 durch João de Loureiro in Flora Cochinchinensis ..., S. 653 aufgestellt.
Beispielsweise World Flora Online listet die 22 Neptunia-Arten:
- Neptunia amplexicaulis Domin
- Neptunia dimorphantha Domin
- Neptunia gracilis Benth.
- Neptunia heliophila A.R.Bean
- Neptunia hispida A.R.Bean
- Neptunia insignis A.R.Bean
- Neptunia javanica Miq.
- Neptunia longipila A.R.Bean
- Neptunia lutea (Leavenw.) Benth.
- Neptunia major (Benth.) Windler
- Neptunia microcarpa Rose
- Neptunia monosperma F.Muell. ex Benth.
- Neptunia oleracea Lour.
- Neptunia paucijuga A.R.Bean
- Neptunia plena (L.) Benth.
- Neptunia proxima A.R.Bean
- Neptunia pubescens Benth.
- Neptunia scutata A.R.Bean
- Neptunia tactilis A.R.Bean
- Neptunia valida A.R.Bean
- Neptunia windleriana Santos-Silva & Mansano: Sie wurde 2020 aus dem brasilianischen Bundesstaat Bahia erstbeschrieben.
- Neptunia xanthonema A.R.Bean